# Das Nordkap
Das Nordkap (jap. 北の岬, Kita no misaki – Le Cap Du Nord) ist ein japanisches Filmdrama aus dem Jahr 1976. Regie führte Kei Kumai, der gemeinsam mit Tsuji Kunio und Kinuman Tsukasa auch das Drehbuch schrieb, dem Tsuji Kunios Roman als Vorlage diente. In den Hauptrollen sind die Französin Claude Jade und der Japaner Gō Katō besetzt.
Die Handlung des Films beruht auf der wahren Geschichte der Missionarin Marie-Thérèse.

## Handlung
Im Jahr 1971 reist die junge Schweizer Missionarin Marie-Thérèse von Marseille nach Yokohama. Dort begegnet sie während der Überfahrt an Bord des Schiffes dem ein Geheimnis umgebenden Automobil-Ingenieur Mitsuo. Er kommt gerade aus Westdeutschland, wo man ihn wegen einer Tat, die er nicht begangen hatte, verurteilt hatte. Zwischen den beiden so unterschiedlichen Menschen entwickelt sich eine Liebe ohne Zukunft in einer Welt, in der die Nonne Marie-Thérèse gegen die Gleichgültigkeit des Okzidents gegenüber der Dritten Welt ankämpft. 
Zusammen verschlägt es das ungleiche Paar unter anderem nach Casablanca, Sri Lanka und auf die Insel Hokkaidō. In einer Schlüsselszene vergräbt Marie-Thérèse ihre Hände im Schnee, um sich für ihre Liebe zu Mitsuo zu kasteien und sich zu Gott zu bekennen. Obwohl Marie-Thérèse nicht auf ihre Liebe zu Mitsuo verzichten will, ist sie davon überzeugt, dass ihr ihr Weg vorbestimmt ist und sie diesen gehen muss, auch wenn er persönliche Opfer von ihr fordert. So entscheidet sie sich gegen ihre Liebe zu Mitsuo, um den Kampf gegen Armut und Elend in der Welt aufzunehmen. Als erstes führt sie ihr Weg nach Bangladesch, wo der Unabhängigkeitskrieg tobt.

## Produktion

### Produktionsnotizen, Hintergrund
Produziert wurde der Film von der Tōhō und Haiyuza Theatre Company. Die Dreharbeiten fanden unter anderem in Marseille im Département Bouches-du-Rhône in Frankreich sowie in Yokohama in der Präfektur Kanagawa, in Tokio und in Kyoto in Japan statt. Weitere Filmaufnahmen entstanden in Singapur und Bangkok sowie in Wakkanai auf der Insel Hokkaidō und in Sri Lanka. Während der Drehzeit dort wohnte Jade in Colombo und wurde mit einem Militärflugzeug an den jeweiligen Drehort geflogen. In Anuradhapura in Sri Lanka entstand eine Traumsequenz. Es ist die einzige Szene im Film, in der die Schauspielerin ihrer Rolle der Marie-Thérèse keine Nonnentracht trägt. In diesem Traum in einer Kulisse von Ruinen weht ihr offenes Haar im Wind und ihre Liebe zu dem japanischen Ingenieur Mitsuo scheint zumindest möglich.
Da Claude Jade in Japan bekannt ist, fiel die Wahl der Produktionsfirma Tōhō auf sie, da man für die Rolle der Missionarin eine französische Schauspielerin besetzten wollte. Jade reiste am 25. August 1975 nach Japan. Die Produktionsfirma rät ihr, für die Schauspielerin überraschend, auf der ersten Pressekonferenz zu einer Lüge. Da sie eine Nonne spielt, soll sie behaupten, sie sei ledig.
Nachdem die Dreharbeiten unterbrochen worden waren, weil Jade parallel zu diesem Film zwei weitere Filme in Frankreich drehte, war sie bei Fortsetzung der Dreharbeiten in Japan schwanger. Das löste in Japan einen Skandal aus, da sie im Film ja eine Nonne spielte. Sie hatte bereits zuvor in Tokio Aufsehen erregt, da sie bei einem Interview die zu ihrer Robe von Yves Saint-Laurent passenden Sandalen trug. Im Japan der 1975-Jahre war es jedoch unerhört, dass Frauen einen Blick auf ihre nackten Füße gewähren.
Da Jade der Presse als unverheiratet vorgestellt worden war, durfte diese von ihrer Ehe mit dem Diplomaten Bernard Coste, den man als ihren Privatsekretär ausgab, nichts erfahren. Jades Nonnentracht wurde so umgeändert, dass eine Veränderung ihrer Silhouette noch nicht einmal ansatzweise zu erahnen war. Wegen ihrer Schwangerschaft durfte Claude Jade 1976 nicht an der Premiere des Films teilnehmen.
Claude Jade spielte ihre Rolle mit Hilfe der Dolmetscherin Kanae in japanischer Sprache. Für Tanaka Kinuyo, die im Filme eine alte Nonne spielte, war es ihre letzte Filmrolle.
Nordkap steht für Wakkanai auf der Insel Hokkaidō, wo der Hauptteil der Handlung spielt, da Wakkanai die nördlichste Stadt Japans ist. 

### Veröffentlichung
Der Film hatte in Japan am 3. April 1976 Premiere. Veröffentlicht wurde er unter dem Titel Le Cap du Nord in Frankreich, alternativ auch unter dem Titel Kita no misaki – Le Cap Du Nord. In Polen war er unter dem Titel Płaszcz północy zu sehen, in Portugal unter dem Titel Convito ao Desejo. In den Vereinigten Staaten wurde der Film unter dem Titel Cape of North veröffentlicht.

## Kritik
Notre Cinéma schrieb, der Film sei eine Kritik daran, wie ein Teil der Menschen sich bereichere und sich nicht darum kümmere, wie es den Menschen in den armen Ländern gehe, und dass man sich auf deren Kosten bereichere, was gerne ignoriert werde. Der Film behandele mutig ein Thema, das sensibel und schwierig sei.